# SlySoft Inc.
SlySoft Inc. fue una empresa irlandesa dedicada al desarrollo de software para grabación de discos ópticos (CD, DVD, HD DVD, Blu-Ray, etc..). El 2 de marzo de 2016 SlySoft fue reformado como RedFox, en virtud de un dominio de nivel superior con sede en Belice.

## Productos
- AnyDVD (Quita protección DRM de DVD, Blu-ray Disc y HD DVD)
- CloneCD (Copia de CD)
- CloneDVD (Copia DVD sin protección DRM al disco duro)
- CloneDVD mobile (Copia DVD sin protección DRM a medios extraíbles)
- Game Jackal (Para utilizar videojuegos sin necesidad de insertar el CD o DVD)
- Virtual CloneDrive (Monta imágenes de CD/DVD)